# Ornipholidotos peucetia
The Large Glasswing or White Mimic (Ornipholidotos peucetia) là một loài bướm ngày thuộc họ Bướm xanh. Nó được tìm thấy ở nam và tây nam Africa.
Sải cánh dài 35–37 mm đối với con đực và females. Con trưởng thành bay từ tháng 11 đến tháng 5 nhiều nhất vào cuối hè. Có một lứa một năm.
Ấu trùng ăn Cyanobacteria species.

## Phụ loài
- Ornipholidotos peucetia peucetia (eastern Zimbabwe, Malawi, Zambia, tây Tanzania, nam Uganda)
- Ornipholidotos peucetia penningtoni (Riley, 1944) (along the coast from Mozambique to Zululand)
- Ornipholidotos peucetia chyuluensis van Someren, 1939 (tây nam Kenya (Chyulu Hills))
- Ornipholidotos peucetia meru van Someren

## Hình ảnh

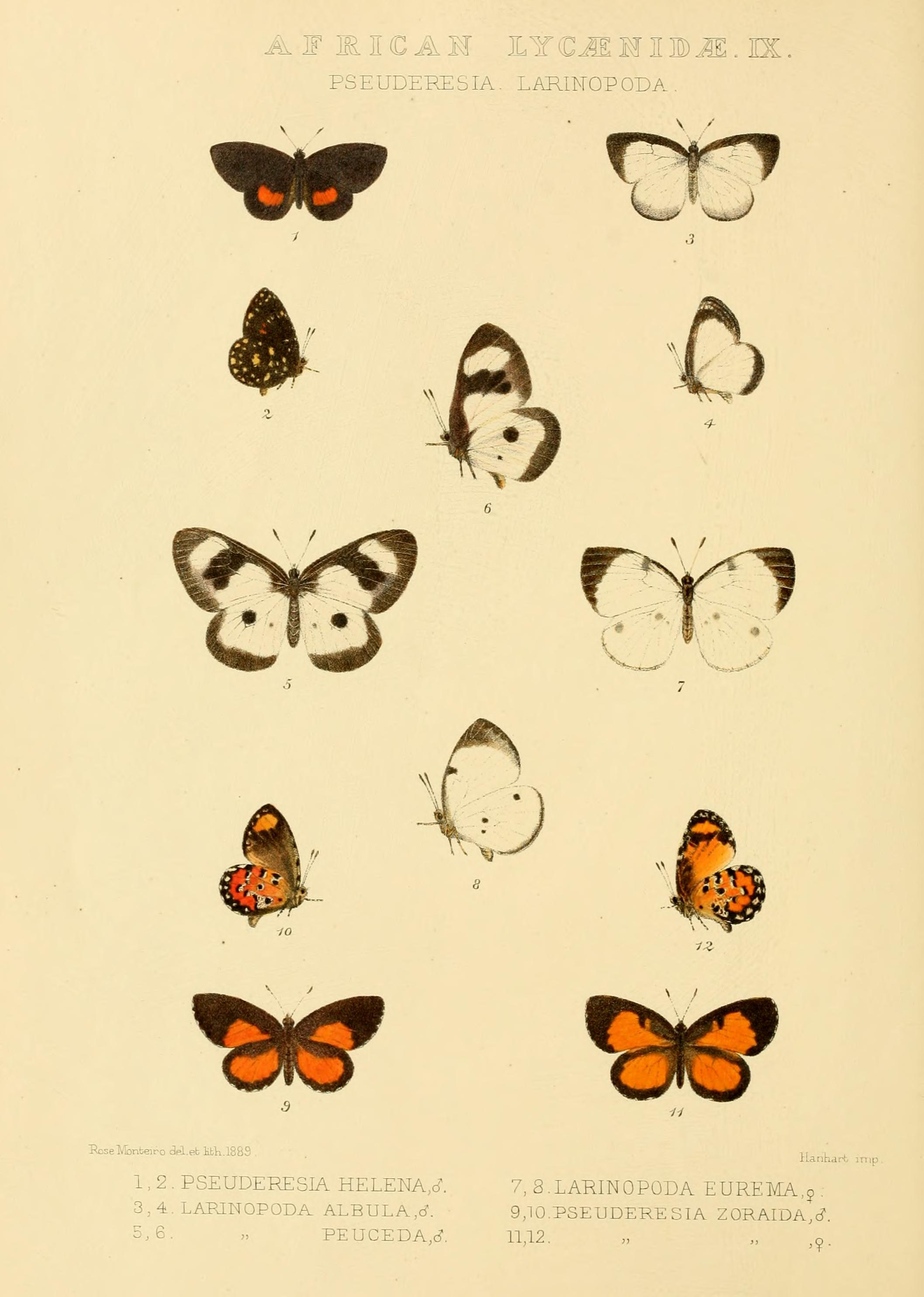
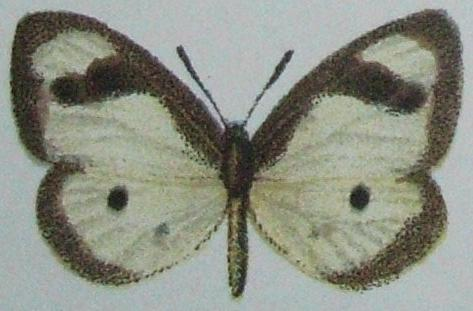